# Abul Khos
Abul Khos (tiếng Ả Rập: أبو الخوص) là một ngôi làng Syria nằm ở Saraqib Nahiyah ở huyện Idlib, Idlib. Theo Cục Thống kê Trung ương Syria (CBS), Abul Khos có dân số 899 trong cuộc điều tra dân số năm 2004.